# Diocesi di Santa Rosa de Lima
La diocesi di Santa Rosa de Lima (in latino: Dioecesis Sanctae Rosae de Lima) è una sede della Chiesa cattolica in Guatemala suffraganea dell'arcidiocesi di Santiago di Guatemala. Nel 2022 contava 277.940 battezzati su 401.790 abitanti. È retta dal vescovo José Cayetano Parra Novo, O.P.
La santa patrona della diocesi è santa Rosa da Lima.

## Territorio
La diocesi comprende il dipartimento guatemalteco di Santa Rosa.
Sede vescovile è la città di Santa Rosa de Lima, dove si trova la cattedrale di Gesù Bambino di Cuilapa.
Il territorio si estende su 2.955 km² ed è suddiviso in 21 parrocchie.

## Storia
La diocesi è stata eretta il 27 aprile 1996 con la bolla Ad satius consulendum di papa Giovanni Paolo II, ricavandone il territorio dall'arcidiocesi di Santiago di Guatemala.

## Cronotassi dei vescovi
Si omettono i periodi di sede vacante non superiori ai 2 anni o non storicamente accertati.
- Julio Amílcar Bethancourt Fioravanti † (27 aprile 1996 - 4 luglio 2006 deceduto)
- Bernabé de Jesús Sagastume Lemus, O.F.M.Cap. (28 luglio 2007 - 11 gennaio 2021 nominato vescovo di San Marcos)
- José Cayetano Parra Novo, O.P., dal 16 luglio 2021

## Statistiche
La diocesi nel 2022 su una popolazione di 401.790 persone contava 277.940 battezzati, corrispondenti al 69,2% del totale.
| anno | popolazione | popolazione | popolazione | presbiteri | presbiteri | presbiteri | presbiteri                | diaconi | religiosi | religiosi | parrocchie |
| anno | battezzati  | totale      | %           | numero     | secolari   | regolari   | battezzati per presbitero | diaconi | uomini    | donne     | parrocchie |
| ---- | ----------- | ----------- | ----------- | ---------- | ---------- | ---------- | ------------------------- | ------- | --------- | --------- | ---------- |
| 1999 | 272.099     | 320.117     | 85,0        | 27         | 8          | 19         | 10.077                    |         | 19        | 24        | 15         |
| 2000 | 275.000     | 324.277     | 84,8        | 27         | 8          | 19         | 10.185                    |         | 19        | 23        | 15         |
| 2001 | 280.900     | 330.560     | 85,0        | 21         | 9          | 12         | 13.376                    |         | 12        | 30        | 18         |
| 2002 | 272.000     | 319.814     | 85,0        | 20         | 9          | 11         | 13.600                    |         | 11        | 27        | 18         |
| 2003 | 229.026     | 351.795     | 65,1        | 20         | 8          | 12         | 11.451                    |         | 12        | 24        | 18         |
| 2004 | 302.439     | 355.811     | 85,0        | 21         | 9          | 12         | 14.401                    |         | 13        | 29        | 18         |
| 2010 | 359.000     | 434.000     | 82,7        | 37         | 22         | 15         | 9.702                     |         | 19        | 16        | 16         |
| 2014 | 395.000     | 478.000     | 82,6        | 31         | 19         | 12         | 12.741                    |         | 12        | 30        | 17         |
| 2017 | 425.000     | 514.371     | 82,6        | 49         | 27         | 22         | 8.673                     |         | 22        | 30        | 17         |
| 2020 | 287.281     | 399.486     | 71,9        | 51         | 31         | 20         | 5.632                     |         | 21        | 45        | 17         |
| 2022 | 277.940     | 401.790     | 69,2        | 49         | 33         | 16         | 5.672                     |         | 16        | 38        | 21         |